# 芦沢真五
芦沢 真五（あしざわ しんご）は日本の国際教育専門家。関西国際大学国際コミュニケーション学部教授で、2025年時点では副学長も務める。比較教育、国際教育、異文化、国際交流を専門としている。

## 来歴
大学卒業後にいったん就職して福祉系の仕事をしていたが、28歳の時に外国の大学院に進むことを決意した。ハーバード大学の教育大学院を修了する。

## 関連人物
- 濱名篤